# Posseck in Bayern

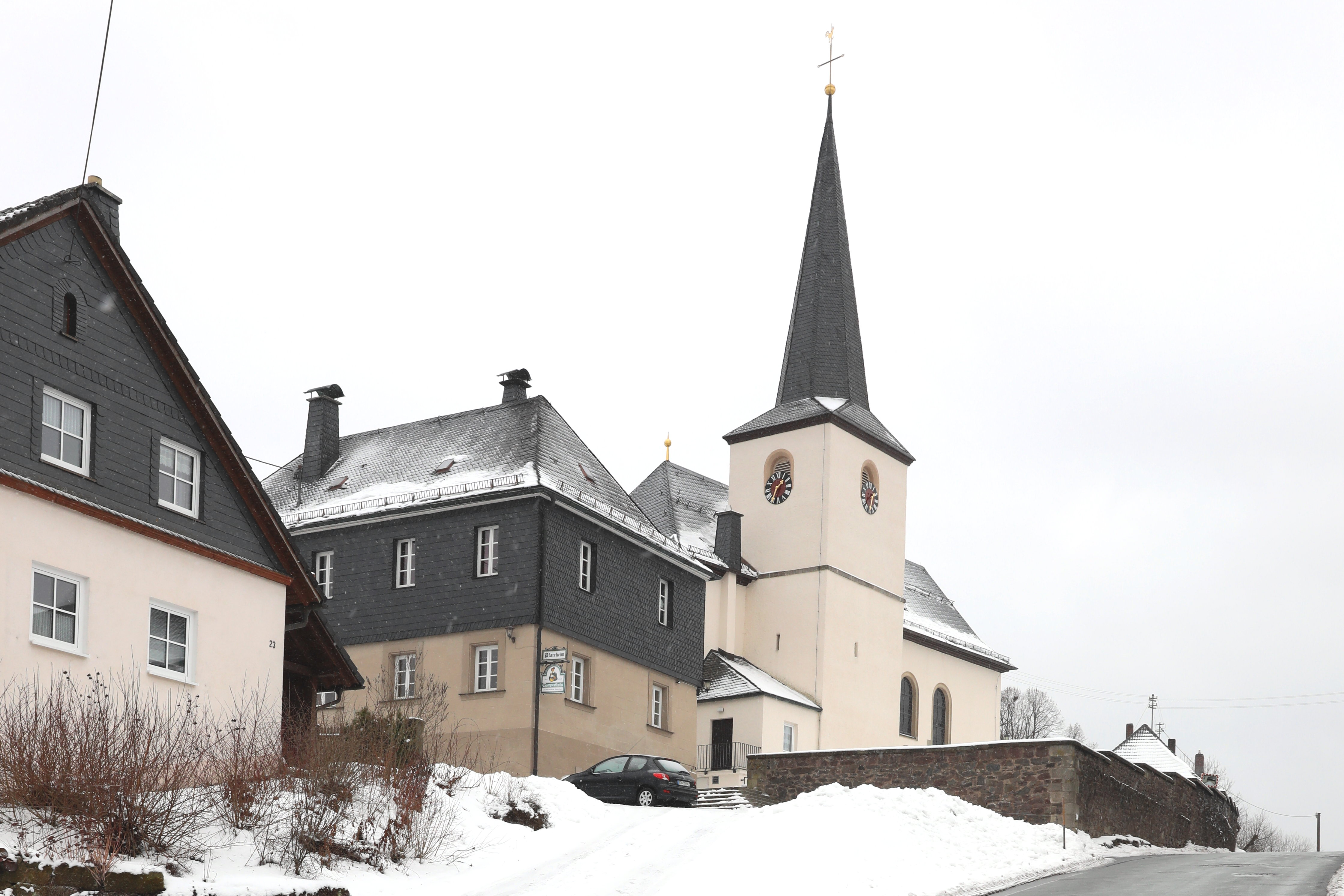
St. Johannes der Evangelist

Posseck in Bayern (amtlich: Posseck i.Bay.) ist ein Gemeindeteil des Marktes Pressig im oberfränkischen Landkreis Kronach in Bayern.

## Geographie
Rund zwölf Kilometer nördlich von der Kreisstadt Kronach liegt im Naturpark Frankenwald das Pfarrdorf Posseck. Es entwickelte sich als ein historisches Rundangerdorf auf einem Höhenrücken an der Kreuzung der Passstraße KC 3, die von Pressig über Posseck nach Wilhelmsthal führt, mit der Höhenstraße KC 4 nach Marienroth. Durch den Ort verläuft der Fränkische Marienweg.

## Geschichte
Erstmals urkundlich erwähnt wurde Posseck 1180 unter dem aus dem Slawischen stammenden Namen „Pascik“, als der Bamberger Bischof Otto II. den Ort zusammen mit den Dörfern „Richs“ (Reitsch) und „Richcendorf“ (Reiczendorf oder Reisendorf, ein später abgegangener Ort, der zwischen Neukenroth und Reitsch gelegen war) dem Kloster Langheim übergab. Nachdem das Kloster in wirtschaftliche Schwierigkeiten geraten war, verkaufte es 1388 seine Besitzungen im Frankenwald mit Posseck an das Hochstift Bamberg.
Gegen Ende des 18. Jahrhunderts gab es in Posseck 28 Anwesen (10 Güter, 2 Dreiviertelgüter, 15 Halbgüter, 1 Viertelgut). Das Hochgericht übte das bambergische Centamt Kronach aus. Die Dorf- und Gemeindeherrschaft hatte das Vogteiamt Kronach inne, die Grundherrschaft über alle Anwesen das Kastenamt Kronach. Neben den Anwesen gab es noch 1 Pfarrkirche, 1 Pfarrhof, 1 Kapelle, 1 Schulhaus, 1 Gemeindehirtenhaus, Gemeindeschmiede und 1 Gemeindebräuhaus und 1 Gut, die zu dieser Zeit unbewohnt war.
Infolge der Säkularisation kam der Ort 1803 zu Bayern. Mit dem Gemeindeedikt wurde 1808 der Steuerdistrikt Posseck gebildet, zu dem die Orte Eichelberg, Felsmühle, Gifting, Grössau, Kugelmühle und Sattelmühle gehörten. Mit dem Zweiten Gemeindeedikt (1818) entstand die Ruralgemeinde Posseck. Sie war in Verwaltung und Gerichtsbarkeit dem Landgericht Teuschnitz zugeordnet und in der Finanzverwaltung dem Rentamt Rothenkirchen. 1837 wurde Posseck dem Landgericht Kronach und dem Rentamt Kronach (1919 in Finanzamt Kronach umbenannt) überwiesen. Ab 1862 gehörte Posseck zum Bezirksamt Kronach (1939 in Landkreis Kronach umbenannt). Die Gerichtsbarkeit blieb beim Landgericht Kronach (1879 in Amtsgericht Kronach umbenannt). Die Gemeinde hatte eine Fläche von 6,324 km².
Im Jahr 1904 ließ Johann Völk in Erfüllung eines Gelöbnisses an der Straße nach Marienroth die Peterskapelle im neugotischen Stil errichten. Bis Mitte des 18. Jahrhunderts stand an der Stelle eine Wallfahrtskirche, die Peterskirche.
Am 1. Januar 1976 wurde Posseck in Bayern im Zuge der Gebietsreform in Bayern nach Pressig eingegliedert.

### Baudenkmäler
- Die katholische Pfarrkirche St. Johannes der Evangelist befindet sich das Ortsbild prägend am höchsten Punkt des Dorfes. Sie hat den Grundriss einer Wehrkirche und eine Kirchhofummauerung in Bruchsteinmauerwerk. Das Gotteshaus stammt im Kern aus dem 14. Jahrhundert, das Langhaus entstand im 17. Jahrhundert. Es ist ein Saalbau mit einem Satteldach und Chorseitenturm. Die barocke Innenausstattung der Kirche stammt aus der Zeit zwischen 1648 und 1879.[11]
- Haus Nr. 2, 18, 30 und 32
- Wegkapelle und zwei Bildstöcke

### Einwohnerentwicklung
| Jahr | Einwohner | Häuser | Quelle |
| ---- | --------- | ------ | ------ |
| 1818 | 240       | 38     | [ 8 ]  |
| 1840 | 213       |        | [ 12 ] |
| 1852 | 195       |        | [ 12 ] |
| 1855 | 200       |        | [ 12 ] |
| 1861 | 206       |        | [ 13 ] |
| 1867 | 220       |        | [ 14 ] |
| 1871 | 220       | 32     | [ 15 ] |
| 1875 | 221       |        | [ 16 ] |
| 1880 | 239       |        | [ 17 ] |
| 1885 | 214       | 31     | [ 18 ] |
| 1890 | 204       | 33     | [ 19 ] |
| 1895 | 197       |        | [ 12 ] |
| 1900 | 211       | 31     | [ 20 ] |

| Jahr | Einwohner | Häuser | Quelle |
| ---- | --------- | ------ | ------ |
| 1905 | 194       |        | [ 12 ] |
| 1910 | 198       |        | [ 21 ] |
| 1919 | 174       |        | [ 12 ] |
| 1925 | 181       | 32     | [ 22 ] |
| 1933 | 194       |        | [ 12 ] |
| 1939 | 184       |        | [ 12 ] |
| 1946 | 270       |        | [ 12 ] |
| 1950 | 240       | 38     | [ 23 ] |
| 1952 | 204       |        | [ 12 ] |
| 1961 | 196       | 39     | [ 1 ]  |
| 1970 | 182       |        | [ 24 ] |
| 1987 | 184       | 42     | [ 25 ] |
| 2018 | 188       |        | [ 26 ] |
| 2020 | 187       |        | [ 2 ]  |

## Religion
Der Ort war ursprünglich rein katholisch und ist bis heute nach St. Johannes der Evangelist (Posseck) gepfarrt.